# Želva žíhaná
Želva žíhaná (též želva královská, Pseudemys concinna) je druh vodní želvy z čeledi emydovitých, patřící do rodu Pseudemys. Přirozeně se vyskytuje ve středu a na východě Spojených států amerických, ale byla introdukována i do Kalifornie, Washingtonu a Britské Kolumbie.
V současnosti je želva žíhaná po zákazu dovozu želvy nádherné hojně rozšířena i v českých chovech.

## Popis

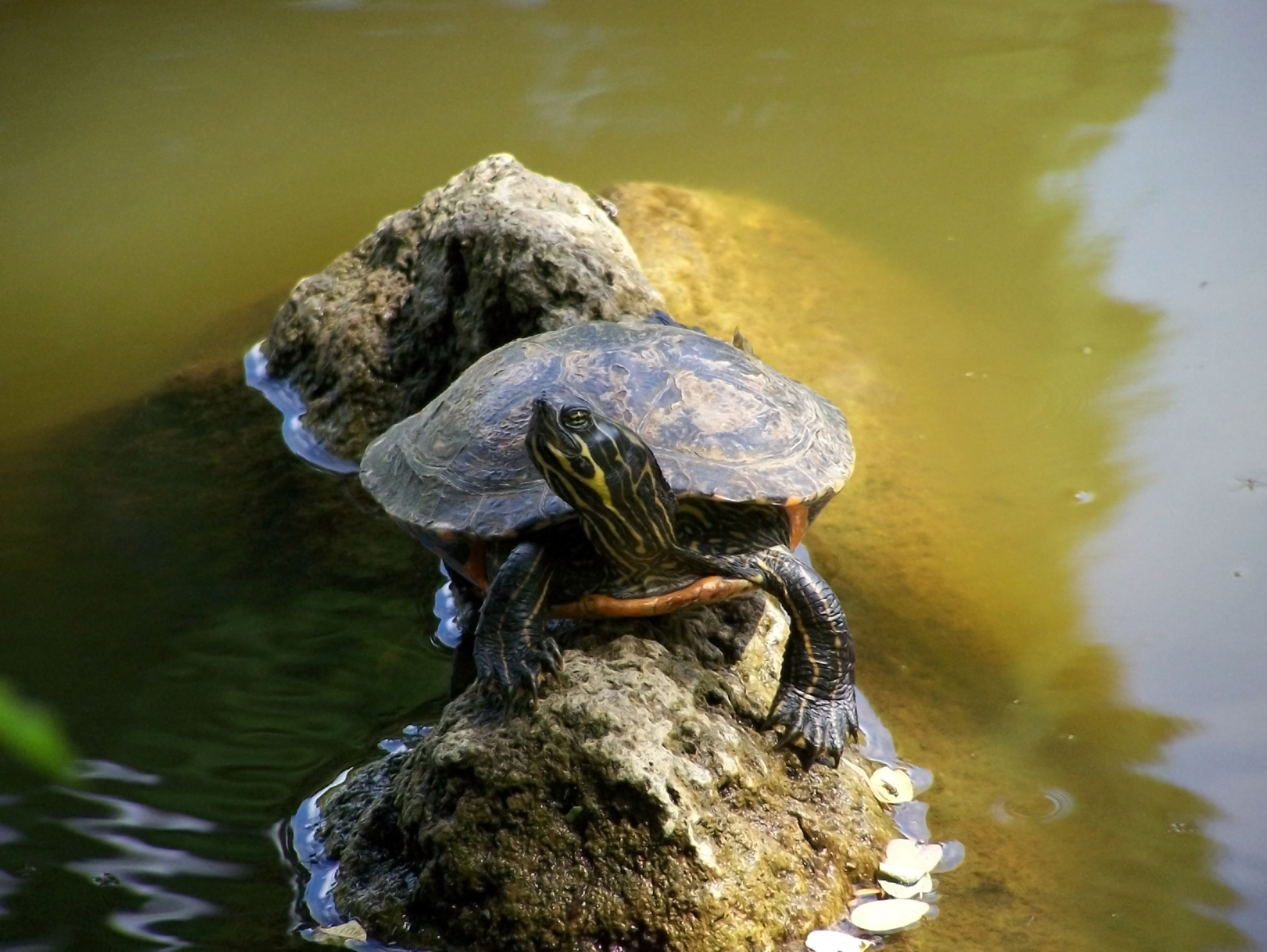
Želva žíhaná

Želva žíhaná je snadno zaměnitelná s želvou žlutolící, od které se liší tím, že postrádá široký žlutý pruh za okem a žluté proužky na hlavě jsou užší. Karapax je u mláďat světlejší a je výrazně žlutozeleně žíhaný, u dospělých želv je karapax tmavý a žíhání již není tak výrazné. Dosahuje velikosti 30 až 38 cm.

## Výskyt
Želva žíhaná se vyskytuje v území mezi Virginií a střední Georgií, v Texasu, Oklahomě a Indianě. Nachází se většinou v řekách s mírným proudem, ale také v jezerech a marších.

## Poddruhy
Existují dva poddruhy želvy žíhané: Pseudemys concinna concinna a Pseudemys concinna suwanniensis.